# Championnat de Tunisie masculin de volley-ball 1964-1965
Navigation
Saison précédente Saison suivante
Le championnat de Tunisie masculin de volley-ball 1964-1965 est disputé par les dix meilleurs clubs du pays. Cependant, le Club sportif des municipaux et des sapeurs pompiers est déclaré forfait général pour n'avoir pas joué trois rencontres.
L'Espérance sportive de Tunis conserve ses deux titres du championnat et de la coupe de Tunisie. Les joueurs qui ont réalisé cette performance sont Hassine Belkhouja, Kamel Lakhdar, Rafik El Kamil, Albert Allouche, Fethi Caïd Essebsi, Mouldi Trabelsi, et les jeunes Mustapha Annabi (19 ans), Anouar Belkhouja (19 ans), Mohamed El Kamil (19 ans), Raouf Bahri (18 ans), Mustapha Bayrem (18 ans) et Faouzi Chiboub (18 ans).

## Division nationale
Le classement final est le suivant :
| Rang | Équipe                                          | Points | Matchs | Victoires | Défaites | Forfaits ou pénalités | Sets pour | Sets contre |
| 1    | Espérance sportive de Tunis                     | 36     | 18     | 18        | 0        | 0                     | 54        | 8           |
| 2    | Club sportif goulettois                         | 32     | 18     | 14        | 4        | 0                     | 49        | 24          |
| 3    | Saydia Sports                                   | 30     | 18     | 12        | 6        | 0                     | 43        | 27          |
| 4    | Avenir sportif de La Marsa                      | 29     | 18     | 11        | 7        | 0                     | 40        | 28          |
| 5    | Zitouna Sports                                  | 25     | 18     | 7         | 11       | 0                     | 29        | 39          |
| 6    | Club olympique de Kélibia                       | 25     | 18     | 7         | 11       | 0                     | 29        | 38          |
| 7    | Club sportif des cheminots                      | 24     | 18     | 7         | 10       | 1                     | 26        | 35          |
| 8    | Union culturelle de Sfax                        | 24     | 18     | 6         | 12       | 0                     | 24        | 41          |
| 9    | Association sportive de Montfleury              | 22     | 18     | 8         | 6        | 4                     | 27        | 37          |
| -    | Club sportif des municipaux et sapeurs pompiers | FG     |        |           |          |                       |           |             |

## Division 2
44 équipes participent au championnat de division 2 organisé au niveau régional en huit poules. Les champions sont :
- Tunis et banlieue : Club olympique du Kram
- Nord : Club sportif et artistique de Bizerte
- Nord-Ouest : Football Club de Jérissa
- Cap Bon : El Fath sportif d'El Ouediane
- Centre : Étoile sportive du Sahel
- Sud : En-Nahdha sportive de Sfax
- Sud-Est : Stade gabésien

Le Club olympique du Kram dirigé par Hédi Hamdouche et le Club sportif et artistique de Bizerte de Mohieddine Heni assurent leur accession en division nationale.